# Филипон, Эдуар
Эдуар Поль Люсьен Филипон (Édouard Philipon; 8 января 1851, Лион — 17 марта 1926, там же) — французский политический деятель, юрист, научный писатель, культуролог, филолог, специалист в области франко-провансальских диалектов.

## Биография
В 1878 году завершил получение образования в области архивного дела и палеографии, впоследствии получил степень в области юриспруденции. Был адвокатом в Париже с 1880 года, тогда же начал участие в политике. С 1880 года работал в Амьене, с 1882 года в Лионе; непродолжительное время в 1885 году был прокурором в этом городе. В том же 1885 году был избран в палату депутатов от партии прогрессивных республиканцев от Эна, впоследствии ещё дважды переизбирался, депутатом был до 1898 года. Ему принадлежала инициатива органического закона о «литературной и художественной собственности»; он был докладчиком парламентской комиссии, на которую было возложено рассмотрение этого вопроса. В 1906 году работал в суде Алжира, затем Кана, в 1908—1910 годах — в Дижоне, в 1922 году — Лионе, всё это время продолжая заниматься историко-филологическими исследованиями. С 1884 по 1887 год состоял в Обществе истории, археологии и литературы Лиона, а с 1887 по 1924 год — в составе такого же общества в Дижоне, будучи его членом-корреспондентом.
Наиболее известные работы: «Теория и практика документов о собственности на чертежи и промышленные модели»; «Изучение государственного права сравнительно с мандатным императивом»; «Словарь департамента Эн, изданный под редакцией комитета исторических исследований» (1907, переиздано в 1911); «Древние народы Южной Европы» (1925). В 1911 году вышел составленный им «Французский топографический словарь». В 1877 году на основе манускрипта, обнаруженного в гренобльской библиотеке, издал также «Мистические произведения Маргариты д’Уэн», настоятельницы монастыря Шартрансерье Полелен (в Брессе), жившей в конце XIII века.